# FA Women's Super League
A FA Women's Super League (FA WSL) é a liga de futebol feminino de mais alto escalão da Inglaterra, foi fundada em 2010, é dirigido pela Associação de Futebol e atualmente conta com doze times profissionais.
A FA WSL substituiu a FA Women's Premier League National Division como o nível mais alto do futebol feminino na Inglaterra. Oito equipes competiram na primeira temporada da WSL em 2011 . Nas duas primeiras temporadas da WSL, não houve rebaixamento da divisão.
A WSL descartou a temporada de futebol de inverno por seis anos, 2011-2016, jogando durante o verão (de março a outubro). Desde 2017–18 , a WSL opera como uma liga de inverno que vai de setembro a maio, como era tradicional antes de 2011.
Da temporada de 2014 a 2017-18, a FA Women's Super League consistia em duas divisões - FA WSL 1 e FA WSL 2 - e trouxe um sistema de promoção e rebaixamento para a WSL. De 2018 a 2019, a segunda divisão foi rebatizada de FA Women's Championship.
As atuais e maiores campeãs da FA Women's Super League é o Chelsea, que venceu a temporada 2022-23, sendo esse o 6º título da história da equipe.
Desde a temporada 2021-22, as três melhores equipes, conforme determinado pelo coeficiente feminino da UEFA, se qualificar para a Liga dos Campeões Feminina da UEFA.

## História
A FA WSL deveria começar em 2010 para substituir a FA Women's Premier League National Division como o nível mais alto do futebol feminino na Inglaterra, mas foi adiada por um ano devido à Grande Recessão. Dezesseis clubes se inscreveram para 8 vagas na temporada inaugural da liga: Arsenal, Barnet, Birmingham City, Bristol City, Chelsea, Colchester United, Doncaster Rovers, Everton, Leeds United, Leicester City, Notts County Ladies, Liverpool, Millwall, Newcastle United, Nottingham Forest e Sunderland. Leeds Carnegie posteriormente retirou seu pedido. Os clubes da Premier League feminina Blackburn Rovers e Watford se recusaram a se inscrever. Presidente-executivo da FA, Ian Watmore, descreveu a criação da liga como uma "prioridade máxima" em fevereiro de 2010.
A temporada de 2011 começou em 13 de abril de 2011 - no Imperial Fields, a casa do Chelsea - com uma partida entre o Chelsea e o Arsenal , que o Chelsea perdeu por 0-1.
Para a temporada de 2014, uma segunda divisão foi criada chamada FA WSL 2, com nove times e um time sendo rebaixado da WSL 1. WSL 1 permaneceu como oito times, com o WSL 2 tendo dez times. A nova licença WSL 1 foi concedida ao Manchester City. Doncaster Rovers Belles foram rebaixados para a WSL 2. Eles apelaram contra seu rebaixamento, mas não tiveram sucesso.
Em dezembro de 2014, a FA WSL anunciou um plano de dois anos para expandir a WSL 1 de uma liga de oito para dez equipes. Duas equipes foram promovidas da WSL 2 no final da temporada de 2015, enquanto uma equipe foi rebaixada para a WSL 2 com o mesmo ocorrendo no final da temporada de 2016. Além disso, pela primeira vez, um time da FA Women's Premier League foi promovido à WSL 2, conectando efetivamente a WSL ao resto da pirâmide do futebol feminino inglês.
A FA anunciou em julho de 2016 que a liga passaria de um formato de liga de verão para um de inverno, em linha com o calendário tradicional do futebol na Inglaterra, com partidas disputadas de setembro a maio do ano seguinte. Uma curta temporada de transição ocorreu, com a marca FA WSL Spring Series, com as equipes jogando entre si uma vez de fevereiro a maio de 2017.
Após a temporada 2017-18 da FA WSL, a WSL 1 foi rebatizada de volta para FA Women's Super League, tornando-se uma liga totalmente profissional pela primeira vez, com onze equipes na temporada 2018-19.  As equipes tiveram que se candidatar novamente para obter sua licença para ganhar seu lugar na liga, exigindo que os clubes ofereçam aos seus jogadores um contrato mínimo de 16 horas por semana e formem uma academia juvenil obrigatória para os novos critérios de licença . O Sunderland foi rebaixado para o nível 3 na pirâmide do futebol feminino depois de não receber a licença, enquanto Brighton & Hove Albion e West Ham foram adicionados à liga.
A liga foi estendida para doze times na temporada 2019-20, com Yeovil United rebaixado depois de ir para a administração e sendo substituído por Manchester United e Tottenham Hotspur, que ganhou a promoção da FA Women's Championship.
Na conclusão da campanha de 2020-21, quatro gerentes de primeira equipe renunciaram a seus cargos nos clubes da WSL Birmingham, Manchester United, Arsenal e Aston Villa. A gerente de saída do Birmingham, Carla Ward, questionou o compromisso de alguns dos clubes envolvidos na WSL, enquanto o gerente de saída do Manchester United, Casey Stoney, supostamente saiu por causa de questões não resolvidas em torno da falta de instalações de treinamento e outras infra-estruturas.

## Estrutura do campeonato
| Temporada(s)       | Times |
| ------------------ | ----- |
| 2011–2015          | 8     |
| 2016–2017          | 9     |
| 2017–18            | 10    |
| 2018–19            | 11    |
| 2019–20 - presente | 12    |

Atualmente, a FA Women's Super League é composta por doze clubes. Inicialmente, a liga foi descrita como profissional, com as quatro melhores jogadoras de cada equipe recebendo um salário anual superior a £20.000. No entanto, em novembro de 2010, foi confirmado que a WSL seria semiprofissional, com apenas um "punhado" de jogadoras de alto nível em tempo integral. Esperava-se que os salários anuais dos clubes fossem aproximadamente um décimo dos salários do agora extinto Women's Professional Soccer.
A temporada de 2011 incluiu uma pausa no meio da temporada a partir de 12 de maio de 2011, para permitir a realização da Copa do Mundo de Futebol Feminino de 2011. A temporada foi retomada no início de julho, terminando em agosto de 2011.
Após os jogos da liga, as equipes competem por uma competição de copa eliminatória, a FA WSL Continental Cup. Para a temporada de 2014, as equipes foram colocadas em três grupos regionais de seis. Os vencedores dos grupos e os segundos colocados com melhor desempenho avançaram para uma semifinal eliminatória. Desde a temporada de 2015, a WSL Continental Cup é disputada simultaneamente com a temporada da liga.
Após uma revisão, a FA anunciou em setembro de 2017 que uma reestruturação da liga e de seus critérios de licenciamento ocorreria a partir da temporada 2017-18, com a meta de uma divisão superior totalmente profissional de 8 a 14 equipes e uma segunda divisão de até 12 equipes semiprofissionais. Para a temporada 2018-19, a liga tornou-se totalmente profissional.

## Clubes
Os 12 clubes que estão disputando a liga na temporada 2023-24:
| Time                   | Localização          | Estádio              | Capacidade | Posição em 2022–23 |
| ---------------------- | -------------------- | -------------------- | ---------- | ------------------ |
| Arsenal                | Borehamwood          | Meadow Park          | 4.502      | 3º                 |
| Aston Villa            | Walsall              | Bescot Stadium       | 11.000     | 5º                 |
| Brighton & Hove Albion | Crawley              | Broadfield Stadium   | 6.134      | 11º                |
| Bristol City           | Bristol              | Ashton Gate Stadium  | 27.000     | 2ª divisão, 1º     |
| Chelsea                | Kingston upon Thames | Kingsmeadow          | 4.850      | 1º                 |
| Everton                | Liverpool            | Walton Hall Park     | 2.200      | 6º                 |
| Leicester City         | Leicester            | King Power Stadium   | 32.261     | 10º                |
| Liverpool              | Birkenhead           | Prenton Park         | 16.587     | 7º                 |
| Manchester City        | Manchester           | Academy Stadium      | 7.000      | 4º                 |
| Manchester United      | Leigh                | Leigh Sports Village | 12.000     | 2º                 |
| Tottenham Hotspur      | Leyton               | Brisbane Road        | 9.271      | 9º                 |
| West Ham United        | Dagenham             | Victoria Road        | 6.078      | 8º                 |

## Campeões

### Por temporada
| Ano     | Campeões        | Vice-campeões     | Terceiro colocado | Maiores artilheiros de cada temporada | Gols |
| ------- | --------------- | ----------------- | ----------------- | ------------------------------------- | ---- |
| 2011    | Arsenal         | Birmingham City   | Everton           | Rachel Williams (Birmingham City)     | 14   |
| 2012    | Arsenal         | Birmingham City   | Everton           | Kim Little (Arsenal)                  | 11   |
| 2013    | Liverpool       | Bristol Academy   | Arsenal           | Natasha Dowie (Liverpool)             | 13   |
| 2014    | Liverpool       | Chelsea           | Birmingham City   | Karen Carney (Birmingham City)        | 8    |
| 2015    | Chelsea         | Manchester City   | Arsenal           | Beth Mead (Sunderland)                | 12   |
| 2016    | Manchester City | Chelsea           | Arsenal           | Eniola Aluko (Chelsea)                | 9    |
| 2017–18 | Chelsea         | Manchester City   | Arsenal           | Ellen White (Birmingham City)         | 15   |
| 2018–19 | Arsenal         | Manchester City   | Chelsea           | Vivianne Miedema (Arsenal)            | 22   |
| 2019–20 | Chelsea         | Manchester City   | Arsenal           | Vivianne Miedema (Arsenal)            | 16   |
| 2020–21 | Chelsea         | Manchester City   | Arsenal           | Sam Kerr (Chelsea)                    | 21   |
| 2021–22 | Chelsea         | Arsenal           | Manchester City   | Sam Kerr (Chelsea)                    | 20   |
| 2022-23 | Chelsea         | Manchester United | Arsenal           | Rachel Daly (Aston Villa)             | 22   |

### Por time
| Clube             | Nº de títulos | Nº de vice-campeonatos | Temporadas em que foi campeão                     | Temporadas em que foi vice-campeão       |
| ----------------- | ------------- | ---------------------- | ------------------------------------------------- | ---------------------------------------- |
| Chelsea           | 6             | 2                      | 2015, 2017–18, 2019–20, 2020–21, 2021–22, 2022-23 | 2014, 2016                               |
| Arsenal           | 3             | 0                      | 2011, 2012, 2018–19                               | 2021–22                                  |
| Liverpool         | 2             | 0                      | 2013, 2014                                        |                                          |
| Manchester City   | 1             | 5                      | 2016                                              | 2015, 2017–18, 2018–19, 2019–20, 2020–21 |
| Birmingham City   | 0             | 2                      |                                                   | 2011, 2012                               |
| Bristol Academy   | 0             | 1                      |                                                   | 2013                                     |
| Manchester United | 0             | 1                      |                                                   | 2022-23                                  |

## Estatísticas
Atualizado em 17 de setembro de 2023
Jogadoras que atualmente estão disputando a WSL estão com o nome em negrito.

### Mais partidas
| #  | Jogadora          | Partidas | Posição    | Primeira partida | Ref.   |
| -- | ----------------- | -------- | ---------- | ---------------- | ------ |
| 1  | Kerys Harrop      | 183      | Defensora  | 2011             | [ 21 ] |
| 2  | Kate Longhurst    | 182      | Meio-campo | 2011             | [ 22 ] |
| 3  | Sophie Ingle      | 178      | Meio-campo | 2012             | [ 23 ] |
| 4  | Gilly Flaherty    | 177      | Defensora  | 2011             | [ 24 ] |
| 5  | Jill Scott        | 174      | Meio-campo | 2011             | [ 25 ] |
| 6  | Steph Houghton    | 173      | Defensora  | 2011             | [ 26 ] |
| 7  | Millie Bright     | 171      | Defensora  | 2011             | [ 27 ] |
| 8  | Jordan Nobbs      | 168      | Meio-campo | 2011             | [ 28 ] |
| 8  | Victoria Williams | 168      | Defensora  | 2011             | [ 29 ] |
| 10 | Mary Earps        | 167      | Goleira    | 2011             | [ 30 ] |

### Mais gols marcados
| #  | Jogadora         | Gols | Partidas | Gols por partida | Posição    | Primeiro gols | Ref.   |
| -- | ---------------- | ---- | -------- | ---------------- | ---------- | ------------- | ------ |
| 1  | Vivianne Miedema | 78   | 97       | 0.8              | Atacante   | 2017–18       | [ 31 ] |
| 2  | Bethany England  | 69   | 148      | 0.47             | Atacante   | 2012          | [ 32 ] |
| 3  | Ellen White      | 61   | 143      | 0.43             | Atacante   | 2011          | [ 33 ] |
| 4  | Fran Kirby       | 60   | 93       | 0.65             | Atacante   | 2015          | [ 34 ] |
| 5  | Jordan Nobbs     | 56   | 168      | 0.33             | Meio-campo | 2011          | [ 35 ] |
| 6  | Beth Mead        | 55   | 135      | 0.41             | Atacante   | 2015          | [ 36 ] |
| 7  | Sam Kerr         | 54   | 67       | 0.81             | Atacante   | 2019–20       | [ 37 ] |
| 7  | Kim Little       | 54   | 124      | 0.44             | Meio-campo | 2011          | [ 38 ] |
| 7  | Nikita Parris    | 54   | 148      | 0.36             | Atacante   | 2013          | [ 39 ] |
| 10 | Rachel Williams  | 45   | 152      | 0.3              | Atacante   | 2011          | [ 40 ] |